# Potez-CAMS 161
Le CAMS 161 est un hydravion géant réalisé en 1939 en France par les Chantiers aéro-maritimes de la Seine (CAMS).